# Kishōtenketsu
Kishōtenketsu (起承転結?) es un término japonés que describe la estructura y desarrollo de narrativas chinas y japonesas. Originado a partir del término en chino qǐchéngzhuǎnhé (起承轉合), el cual derivó al japonés como kishōtengō (起承転合?), en la antigüedad se utilizaba para describir la composición en cuatro líneas de la poesía china.

## Variedades regionales

### China
Una interpretación de los caracteres que forman la palabra qǐchéngzhuǎnhé puede ser la siguiente:
1. 起 (qǐ): Comienzo o introducción. Generalmente presenta la razón por la cual algo comienza.
2. 承 (chéng): Manejo, proceso o dificultades.
3. 轉 (zhuǎn): Giro, nudo, clímax.
4. 合 (hé): Resultado. En este sentido, 合 (ir) adquiere el significado de "punto de encuentro entre qǐ y zhuǎn", es decir, la conclusión.

| Chino                                                                               | Español |
| ----------------------------------------------------------------------------------- | --- |
| 送 別 王 維 山 中 相 送 罷 ， 日 暮 掩 柴 扉 。 春 草 明 年 綠 ， 王 孫 歸 不 歸 。 | "Despedida" por Wang Wei (699-759) qi: Luego de una despedida en la montaña, cheng: Cae el atardecer, y cierro mi puerta de leña. zhuan: Cuando el pasto de primavera este verde el año que viene, he: Me pregunto si mi amigo regresará. |

### Japón
El primer carácter de kishōtenketsu se refiere a la introducción o kiku (起句?). Le sigue a este el desarrollo, shōku (承句?), y luego el giro, tenku (転句?). El último carácter indica la conclusión o kekku (結句?). En esta terminología, 句 se refiere a las frases, líneas o secciones de un texto. Analizando en más detalle:
- Ki (起?): Introducción. Planteamiento del tema, personajes que aparecen, tiempo en que se desarrollan los eventos y cualquier otra información necesaria para el entendimiento de la historia.
- Shō (承?): Desarrollo. Continúa elaborando por sobre la introducción y lleva al "giro" de la historia. Generalmente no ocurren eventos importantes.
- Ten (転?): Giro. Se presenta un tema nuevo o desconocido. Este es el clímax de la historia.
- Ketsu (結?): Resultado o conclusión, también llamado el desenlace. Lleva la historia a su final.

Un ejemplo clásico de este tipo de organización narrativa se observa en la siguiente historia escrita por Rai Sanyo:
| Japonés                                                                   | Español |
| ------------------------------------------------------------------------- | --- |
| 大阪本町糸屋の娘 姉は十六妹は十四 諸国大名は弓矢で殺す 糸屋の娘は眼で殺す | Ki (introducción): Hijas del Itoya (vendedor de hilos), del distrito Motomachi de Osaka. Shō (desarrollo) La mayor tiene dieciséis años y la menor catorce. Ten (giro inesperado) A lo largo y ancho del territorio, los daimio (señores feudales) matan con arco y flecha. Ketsu (conclusión) Las hijas del Itoya matan con sus ojos. |

Esta estructura se utiliza en diversas producciones narrativas, por ejemplo en el manga yonkoma, en la música, e incluso en tesis y documentos propiamente dichos. Su aplicación puede también verse en frases, oraciones o capítulos; esto brinda un cierre el texto, haciéndolo más comprensible. El concepto también ha sido utilizado en el desarrollo de videojuegos, particularmente en juegos de Nintendo de la saga de Super Mario como Super Mario Galaxy (2007) y Super Mario 3D World (2013). Los diseñadores Shigeru Miyamoto y Koichi Hayashida son conocidos por utilizar esta técnica en el diseño de sus juegos.
El concepto de kishōtenketsu también es utilizado para articular argumentos; de este modo, una discusión acerca del fotocopiado podría analizarse de la siguiente manera:
- Introducción (ki): Antiguamente, copiar información a mano era necesario. Debido a esto se cometían algunos errores.
- Desarrollo (shō): Las fotocopiadoras lograron que hacer copias exactas rápidamente sea posible.
- Giro (ten): Viajar en automóvil ahorra tiempo, pero no permite apreciar la belleza de los paisajes locales. En cambio, caminar facilita la apreciación de cerca la naturaleza.
- Conclusión (ketsu): Aunque el fotocopiado es mucho más fácil, en ocasiones copiar a mano puede ser mejor dado que ayuda a mantener la información en la memoria por mayor tiempo para ser utilizada más adelante.